# 洞院佶子
洞院 佶子（とういん きつし、藤原 佶子（ふじわら の きつし）、1245年〈寛元3年〉- 1272年9月2日〈文永9年8月9日〉）は、鎌倉時代の女性。亀山天皇の皇后で、後宇多天皇の生母。女院号は京極院（きょうごくいん）。

## 系譜
左大臣洞院実雄の女。生母は法印徳大寺公審の娘・栄子。異母妹に伏見天皇生母の洞院愔子（玄輝門院）、花園天皇生母の洞院季子（顕親門院）がいる。

## 略歴
『増鏡』によると佶子は大変容姿が優れており、同母兄の権中納言公宗に恋慕されるほどであったという。文応元年（1260年）11月、大嘗祭の際に亀山天皇の女御代を務め、翌12月に入内。女御宣下を受ける。
翌文応2年（1261年）2月、中宮に冊立される。半年後の弘長元年（1261年）8月、女御西園寺嬉子が立后されるのを受け、皇后となる。嬉子はこのときまだ10歳と幼く、天皇の寵愛も薄かったと言われているのに対し、佶子は天皇より4歳年上であるにもかかわらず寵愛が深く、この後、天皇との間には二男一女を儲ける。
しかし、文永9年8月9日（1272年9月2日）、佶子は28歳で崩御。同日院号宣下を受け、京極院と称された。陵所は京都市右京区の蓮華峯寺陵。のちに佶子所生の後宇多天皇も同所に葬られた。

## 所生の皇子女
- 第一皇女：晛子内親王（1262年 - 1264年）
- 第一皇子：知仁親王（1265年 - 1267年）
- 第二皇子：世仁親王（後宇多天皇、1267年 - 1324年）